# 난원경
난원경(難元慶, 663년~723년 6월)은 백제계 당나라 장군이다.

## 생애
그의 가문은 부여와 같은 부류에서 갈라져 나왔다고 한다. 그의 고조부 난조(難珇)는 백제에서 달솔을 지녔으며, 조부 난한(難汗)은 백제가 멸망하자 웅진주도독부의 장사(長史)를 지냈고, 아버지 난무(難武)는 웅진도독부 지심주 제군사와 자사를 지냈다고 한다.
그는 당나라에서 유격장군행단주백단부우과의와 하주영삭부좌과도위 등을 지냈고, 문장에도 뛰어나 중서성에도 근무했다고 기록되어 있다.이후 당나라 삭방군총관으로서 구성철륵을 토벌하는 등을 공을 세우며 자금어대의 관작과 선위장군분주청승부절충도위(宣威將軍汾州淸勝府折衝都尉)에 올랐다.